# Lijst van onderscheidingen van Mohammed VI van Marokko
Mohammed VI van Marokko (1963) bezit de volgende onderscheidingen.
|    | rang                          | orde                                                            | land                                                      | datum             |
| -- | ----------------------------- | --------------------------------------------------------------- | --------------------------------------------------------- | ----------------- |
| 1  | Grootmeester                  | Orde van Mohammedi                                              | Koninkrijk Marokko                                        | 23 juli 1999      |
| 2  | Grootmeester                  | Orde van de Troon                                               | Koninkrijk Marokko                                        | 23 juli 1999      |
| 3  | Grootmeester                  | Orde van Sharifian Alawaidis                                    | Koninkrijk Marokko                                        | 23 juli 1999      |
| 4  | Grootmeester                  | Orde van de Onafhankelijkheid                                   | Koninkrijk Marokko                                        | 23 juli 1999      |
| 5  | Grootmeester                  | Orde van de Trouw                                               | Koninkrijk Marokko                                        | 23 juli 1999      |
| 6  | Grootmeester                  | Orde van Militaire Verdienste                                   | Koninkrijk Marokko                                        | 23 juli 1999      |
| 7  | Grootofficier                 | Orde van de Equatoriale Ster                                    | Republiek Gabon                                           | 7 juli 1977       |
| 8  | Keten                         | Orde van Burgerlijke Verdienste                                 | Koninkrijk Spanje                                         | 2 juni 1979       |
| 9  | Ridder Grootkruis             | Koninklijke Orde van Victoria                                   | Verenigd Koninkrijk van Groot-Brittannië en Noord-Ierland | 27 oktober 1980   |
| 10 | Ridder Grootkruis             | Orde van Karel III                                              | Koninkrijk Spanje                                         | 23 juni 1986      |
| 11 | Grootlint                     | Orde van de Republiek                                           | Republiek Tunesië                                         | Augustus 1987     |
| 12 | Grootkruis                    | Orde van de Dannebrog                                           | Koninkrijk Denemarken                                     | 6 februari 1988   |
| 13 | Ridder Grootkruis             | Orde van Verdienste                                             | Republiek Italië                                          | 18 maart 1997     |
| 14 | Grootkruis                    | Orde van Aviz                                                   | Portugese Republiek                                       | 13 augustus 1998  |
| 15 | Grootkruis                    | Legioen van Eer                                                 | Franse Republiek                                          | 19 maart 2000     |
| 16 | Keten                         | Orde van Hoessein ibn Ali                                       | Koninkrijk Jordanië                                       | 1 maart 2000      |
| 17 | Grootlint                     | Orde van Verdienste                                             | Islamitische Republiek Mauritanië                         | 26 april 2000     |
| 18 | Grootkruis                    | Orde van de 7e November                                         | Republiek Tunesië                                         | 24 mei 2000       |
| 19 | Grootkruis                    | Orde van Mali                                                   | Republiek Mali                                            | 14 juni 2000      |
| 20 | Ridder met de ordeketen       | Orde van Isabella de Katholieke                                 | Koninkrijk Spanje                                         | 16 september 2000 |
| 21 | Wissam                        | Orde van Vereniging van de Natie                                | Arabische Republiek Syrië                                 | 9 april 2001      |
| 22 | Bijzondere Klasse             | Orde van Verdienste                                             | Republiek Libanon                                         | 13 juni 2001      |
| 23 | 1e Klasse                     | Orde van Aboe Bakr                                              | Rode Kruis                                                | 29 juni 2001      |
| 24 | Keten                         | Orde of al-Khalifa                                              | Koninkrijk Bahrein                                        | 28 juli 2001      |
| 25 | Keten                         | Orde van Mubarak de Grote                                       | Staat Koeweit                                             | 22 oktober 2002   |
| 26 | Medaille                      | Silver Star                                                     | Verenigde Staten                                          | 21 januari 2002   |
| 27 | Keten                         | Orde van de Onafhankelijkheid                                   | Staat Qatar                                               | 25 oktober 2002   |
| 28 | Grootlint                     | Orde van de Nijl                                                | Arabische Republiek Egypte                                | 28 oktober 2002   |
| 29 | Keten                         | Nishan-e-Pakistan                                               | Islamitische Republiek Pakistan                           | 19 juli 2003      |
| 30 | Grootkruis                    | Orde van Moed                                                   | Republiek Kameroen                                        | 17 juni 2004      |
| 31 | Grootkruis                    | Orde van de Equatoriale Ster                                    | Republiek Gabon                                           | 21 juni 2004      |
| 32 | Grootkruis                    | Nationale Orde                                                  | Republiek Niger                                           | 24 juni 2004      |
| 33 | Grootlint                     | Leopoldsorde                                                    | Koninkrijk België                                         | 5 oktober 2004    |
| 34 | Keten                         | Orde van het Zuiderkruis                                        | Federale Republiek Brazilië                               | 26 november 2004  |
| 35 | Medaille                      | Medaille van Eer van het Peruviaans congres                     | Republiek Peru                                            | 1 december 2004   |
| 36 | Keten                         | Orde van Bernardo O'Higgins                                     | Republiek Chili                                           | 3 december 2004   |
| 37 | Keten                         | Orde van de Bevrijder San Martin                                | Argentijnse Republiek                                     | 7 december 2004   |
| 38 | Grootkruis met Keten          | Orde van Karel III                                              | Koninkrijk Spanje                                         | 14 januari 2005   |
| 39 | Keten                         | Orde van de Azteekse Adelaar                                    | Verenigde Mexicaanse Staten                               | 11 februari 2005  |
| 40 | Grootkruis                    | Orde van de Oprechte mensen                                     | Burkina Faso                                              | 1 maart 2005      |
| 41 | Keten                         | Chrysanthemumorde                                               | Japan                                                     | 28 november 2005  |
| 42 | Grootcommandeur               | Orde van de Republiek van de Gambia                             | Republiek Gambia                                          | 20 februari 2006  |
| 43 | Grootkruis                    | Congolese Orde van Verdienste                                   | Congo-Brazzaville                                         | 22 februari 2006  |
| 44 | Grootkruis                    | Orde van de Nationale Held van de Democratische Republiek Congo | Democratische Republiek Congo                             | 28 februari 2006  |
| 45 | Commandeur van het Grootkruis | Orde van de Drie Sterren                                        | Republiek Letland                                         | 14 mei 2007       |
| 46 | Keten                         | Orde van Abdoel Aziz al Saoed                                   | Koninkrijk Saoedi-Arabië                                  | 18 mei 2007       |
| 47 | Keten                         | Orde van de Onafhankelijkheid                                   | Republiek Equatoriaal-Guinea                              | 17 april 2009     |
| 48 | Grootkruis                    | Nationale Orde van de Leeuw                                     | Republiek Senegal                                         | 2013              |
| 49 | Grootkruis                    | Orde van Verdienste                                             | Republiek Guinee                                          | 4 maart 2014      |
| 50 | Keten                         | Orde van de Republiek                                           | Republiek Tunesië                                         | 31 mei 2014       |
| 51 | Grootkruis                    | Nationale Orde                                                  | Republiek Côte d'Ivoire                                   | 1 juni 2015       |
| 52 | Keten                         | Orde van Zayed                                                  | Verenigde Arabische Emiraten                              | 4 mei 2015        |
| 53 | Grootlint                     | Orde van de Republiek Servië                                    | Republiek Servië                                          | 2016              |
| 54 | Grootkruis                    | Nationale Malagassische Orde                                    | Republiek Madagaskar                                      | 21 november 2016  |
| 55 | Keten                         | Orde van Sint-Jacob van het Zwaard                              | Portugese Republiek                                       | 28 juni 2016      |
| 56 | Companion                     | Orde van de Ster van Ghana                                      | Republiek Ghana                                           | 17 februari 2017  |
| 57 | Grootkruis                    | Orde van La Pléiade                                             | Franse Republiek                                          | 24 mei 2017       |
| 58 | Medaille                      | Ellis Island Medal of Honor                                     | Verenigde Staten                                          | 14 mei 2019       |
| 59 | Chief Commander               | Legioen van Verdienste                                          | Verenigde Staten                                          | 16 januari 2021   |
| 59 | Grootkruis met Keten          | Orde van Verdienste                                             | Republiek Italië                                          | 11 april 2000     |